# Bagageanlæg
Et bagageanlæg eller bagagehåndteringssystem, på engelsk baggage handling system (BHS) er en type transportbåndssysten, installeret i lufthavne, og som transporterer indchecket bagage fra afgangshallen til områder (forpladsen), hvor det kan læsses på fly.Et bagageanlæg transporterer også indchecket bagage, der kommer fra fly til bagageudleveringer eller til et område, hvor det kan læsses på et andet fly.